# Maria Jane Jewsbury
Maria Jane Jewsbury o Maria Jane Fletcher (25 de octubre de 1800 - 4 de octubre de 1833) fue una escritora y crítica literaria británica.

## Biografía
Jewsbury nació en Measham en 1800, en ese momento parte de Derbyshire, ahora de Leicestershire. Es la hija de Thomas Jewsbury (fallecido en 1840), un fabricante de algodón y mercader y su mujer Maria, nacida Smith, (fallecida en 1819). Su abuelo paterno, Thomas Jewsbury Sr. (fallecido en 1799), era un topógrafo de carreteras no profesional e ingeniero de canales de navegación, que estudió filosofía. Cuando murió, dejó a la familia cuatro casas de campo, un almacén, tierras en Measham y una gran suma de dinero.
Maria Jane Jewsbury era la mayor de sus hermanos. Su hermano más joven, Thomas, nació en 1802, luego Henry en 1803. Geraldine en 1812, Arthur en 1815, y Frank en 1819.
Su padre trabajó como maestro de una fábrica de algodón. Pero la Guerra de 1812 con Estados Unidos dañó el negocio de algodón y la familia se mudó a Mánchester después de que el negocio de su padre fallara. La madre de Maria Jane murió un mes después de dar a luz a Frank, el más joven de los hermanos. Por lo cual Maria Jane, con 19 años, tomó el rol de madre en la casa para que su padre pudiera trabajar. Ella cuidó a los niños hasta12 años después de la muerte de su madre.
Jewsbury asistió a una escuela en Shenstone (Staffordshire), pero su mala salud la obligó a dejarla a los 14 años. Mientras cuidaba a sus hermanos y hermanas,  comenzó a leer, y en 1812 comenzó a contribuir a la Gaceta de Mánchester. Le escribió cartas a su hermana en 1828 mientras Geraldine estaba en la Escuela de Señoritas Darby. Bajo el título Letters to the Young(Cartas a la Joven), ya aspirando a ser una escritora, Maria Jane le escribió a Geraldine sobre los peligros de fama. Maria Jane advierte a su hermana más joven que la fama trae infelicidad y que la verdadera felicidad solo puede encontrarse en la religión. Estas cartas fueron escritas después de que Maria Jane tuvo una crisis espiritual en 1826, pero Geraldine no tomó su consejo.
El primer libro de Maria Jane fue Phantasmagoria, este contenía poesía y prosa, fue publicado en 1825. El libro atrajo la atención de William Wordsworth y Dorothy. Maria Jane visitó en Lancashire a los Wordsworths en julio de 1825. Otra de sus amigas era Felicia Hemans, con quien se quedó en Gales durante el verano de 1828. Debido a que conocía al el editor del Athenaeum, Charles Wentworth Dilke,  empezó a escribir para él en 1830. 
Contra los deseos de su padre,  ella se casa el 1 de agosto de 1832 con el reverendo William Kew Fletcher (d. 1867), en Penegoes, Montgomeryshire. La pareja realiza un largo viaje por el mar a India, donde continúa escribiendo poesía en ruta y una revista. La poesía fue publicada en el Athenaeum y se llama The Oceanides.
Jewsbury se enfermó en junio de 1833 y murió de cólera en Poona el 4 de octubre de 1833. Ella había llevado muchos de sus trabajos inéditos a India, y muchos fueron publicados anónimamente después de su muerte.
Muchos de los escritos de Jewsbury están ahora en la Biblioteca de la Universidad de Mánchester.

## Obra de Jewsbury
- Letters to the Young
- Phantasmagoria
- The Oceanides[5]
- The Three Histories (1830)[1]